# Jadranka Budrović
Jadranka Budrović (ur. 5 maja 1992) – serbska siatkarka, środkowa.
Obecnie występuje w drużynie Oktan Kezmarok Extraliga Słowacja.